# Edarem
Edward Robert Muscare (Nueva York, 27 de septiembre de 1932-Condado de Unión, 8 de enero de 2012), también conocido como Edarem y Uncle Ed,  fue un presentador de televisión y celebridad de Internet estadounidense. Ganó éxito y fama a través de sus mensajes excéntricos y cómicos en su sitio web de YouTube, entre los años 2006 y 2009. 
Nacido en una familia de inmigrantes sicilianos de la clase obrera en Queens, Nueva York, Muscare se trasladó a Hialeah, Miami, cuando era un adolescente, antes de unirse al ejército. Se convirtió en un presentador para la programación local en Kansas City, pero su carrera terminó después de una condena por agresión sexual en 1987. En 2006, comenzó a publicar videos de sí mismo en YouTube, donde alcanzó gran popularidad. Sin embargo, los requisitos de la libertad condicional en relación con su convicción de 1987 estipulaba que se le prohibió poseer una computadora, y al hacerlo, fue llevado a juicio en 2010, y condenado a cinco años de prisión. Una campaña fue organizada por sus amigos ya que partidarios afirman que su encarcelamiento fue injusta, pero murió antes de ser puesto en libertad.

## Biografía

### Primeros años
Muscare nació en Corona, Queens, Nueva York en 1932. Su madre nació en Caltanissetta, Sicilia en 1896, y tuvo matrimonio con su padre antes de que la pareja emigrara a Nueva York en 1916. Tratando de ganarse la vida en su nuevo hogar, su padre trabajaba como sastre mientras su madre trabajaba como costurera. Edward era el menor de siete hijos, aunque poco después de su nacimiento, su padre dejó a su madre para tener una relación con otra mujer. Fue criado bajo la religión católica, recibiendo la primera comunión y la confirmación, pero señaló que su familia raramente siguió las enseñanzas morales de la fe.
En 1945, su familia se mudó a Florida, donde asistió a la escuela secundaria. Fue aquí que consiguió su primera novia y compró su primer coche, un Essex año 1929. Fue votado como "Mejor Personalidad" en 1951 de su escuela. Al graduarse, se mudó a Nueva York por un tiempo, donde trabajó en una fábrica de vestido, hasta regresar a la Florida. Después de varios inconvenientes con la ley, se unió a la Armada de los Estados Unidos. Lo colocaron en Fort Jackson, Carolina del Sur y luego en Alemania Occidental, donde trabajó como operador en código morse.
Fue presentador de televisión en Kansas City en los 70s, utilizando como nombre artístico "Uncle Ed" (Tío Ed), y como organizador de un programa de show nocturno (por lo que llevaba un traje de vampiro), y un programa para niños.
En 1986, Muscare tuvo contacto sexual con un niño de 14 años de edad. Sus acciones fueron reportados a la policía, y al año siguiente fue acusado de agresión sexual. Fue condenado a pena de prisión de 18 meses y puesto en libertad condicional por diez años. Muscare comentó "No podemos dejar de pecar. Somos seres humanos"

### YouTube

Edward Muscare alcanzó una enorme fama con sus característicos vídeos en YouTube bajo el nombre Edarem.

En 2006, creó una cuenta en YouTube, utilizando el seudónimo Edarem, publicando 130 videos de sí mismo en línea, como por ejemplo doblando canciones como "Oh, Pretty Woman" de Roy Orbison. Los vídeos se hicieron populares entre los espectadores de todo el mundo, recibiendo cientos de miles de visitas, y haciendo de Muscare una "sensación en Internet" .
En 2007, Muscare se mudó de su casa de Florida, alegando que había sufrido el acoso de los vecinos que habían descubierto su registro de delincuente sexual. Se trasladó en Carolina del Sur, donde, a pesar de que estaba obligado por la ley a informar a las autoridades locales acerca de su condición de ex-delincuente sexual, se olvidó de hacerlo, temiendo que iba a ser perseguido por vecinos si se enteraban de su pasado criminal. Luego apareció en un programa de televisión en Orlando, que se basaba en los delincuentes sexuales que se dan una segunda oportunidad en la sociedad. También manifestó que se negó a informar a las autoridades locales acerca de su primer crimen ya que temía por su seguridad. Al ver este espectáculo, la policía de Carolina del Sur se enteraró de que se había trasladado de estado y se emitió una orden para su arresto. Los oficiales llegaron a su casa el 1 de mayo de 2009, donde se le confiscó alcohol y su computadora, utilizando la justificación de que bajo cualquier ley de Carolina del Sur con una condena anterior por delitos sexuales, está prohibido poseer cualquier tipo de alcohol y computadora. Estuvo de acuerdo en permitir que su computadora fuese inspeccionada sin previo aviso, y se encontró que no contenía ningún material ilegal. En lugar de ser enviado a la cárcel por no informar a las autoridades sobre su condena anterior, fue colocado en cinco años en probatoria, una de las condiciones para las cuales era que estaba prohibido poseer una computadora sin permiso.
Al no poder subir videos a través de su computadora, Muscare contactó a un amigo para continuar publicando sus vídeos en YouTube, creyendo que esto se permitía bajo las reglas de su orden de libertad condicional. Sin embargo, los fiscales todavía vieron esto como una violación de su libertad condicional, y fue llevado al tribunal en Orlando, donde le dijo al juez que "estoy francamente desconcertado por estar aquí, yo no creo que haya hecho nada equivocado". Sostuvo que no era una amenaza para la sociedad, y era simplemente "un artista, y me he entretenido durante toda mi vida", con respecto a sus videos dijo "Los hice por diversión y estoy seguro que la mayoría de las personas opinan los mismo" El juez, sin embargo, no aceptó la defensa de Muscare y en enero de 2010 lo condenó a cinco años de prisión por violar su orden de libertad condicional.
Los fanes de Muscare en YouTube publicaron mensajes de apoyo en el sitio, además de criticar la decisión del juez, catalogándola de "injusta". Su vecino también afirmó que el encarcelamiento de Muscare fue injusto, además de describir a Muscare en la prensa como " un cálido y amoroso tipo, vecino servicial, amable que siempre está ahí cuando lo necesitas". A finales de 2010, la página de Edarem en YouTube comenzó a ser manejada regularmente por su pareja, Marion.

## Muerte
En la mañana del 9 de enero de 2012, la pareja de Muscare, Marion, anunció en su página de Facebook, y en la cuenta de Edarem en YouTube, que Muscare había fallecido en su celda de prisión.